# Gungjungjanhoksa - Kkotdeur-ui jeonjaeng
Gungjungjanhoksa - Kkotdeur-ui jeonjaeng (궁중잔혹사 – 꽃들의 전쟁?, lett. Abominio a corte - La guerra dei fiori; titolo internazionale Blooded Palace: War of Flowers, conosciuta anche come Cruel Palace: War of Flowers) è una serie televisiva sudcoreana trasmessa su JTBC dal 23 marzo all'8 settembre 2013.

## Trama
Joseon, 1637. Yam-jeon è la figlia di un nobile, ma, essendo illegittima, non gode di alcun diritto e ha trascorso l'infanzia e la giovinezza venendo sminuita dal prossimo. È innamorata di Nam Hyeok, che la ricambia, ma egli è figlio di un aristocratico e, nonostante suo padre sia stato giustiziato per tradimento e la casata sia caduta in disgrazia, la loro condizione sociale differente non permette loro di stare insieme. Intanto il paese viene razziato dai manciù, mentre il politico Kim Ja-jeom aspira a controllare re Injo, oggetto dello scontento del popolo e del governo per essersi arreso agli invasori a Samjeondo. Kim individua in Yam-jeon la ragazza giusta per diventare concubina del sovrano e aiutarlo a mettere le mani sul potere, ma, giunta a palazzo, la ragazza intraprende una propria guerra personale per ascendere alla posizione di regina e affrancarsi finalmente dalla sua condizione di figlia illegittima.

## Personaggi

### Personaggi principali
- Yam-jeon/Gwi-in Jo, interpretata da Kim Hyun-joo, Lee Yong-eun (da adolescente) e Lee Chae-mi (da bambina)
- Re Injo, interpretato da Lee Deok-hwa e Kim Tae-joon (da bambino)
- Principessa ereditaria Kang, interpretata da Song Seon-mi
- Kim Ja-jeom, interpretato da Jung Sung-mo
- Principe ereditario Sohyeon, interpretato da Jung Sung-woon
Primogenito del re.
- Gran principe Bongrim, interpretato da Kim Joo-young
Secondogenito del re.
- Regina Jo, interpretata da Ko Won-hee
- Nam Hyeok, interpretato da Jun Tae-soo, Choi Seung-hee (da adolescente) e Kim Jin-woo (da bambino)

### Corte reale
- Suk-ui Park, interpretata da Lee Seo-yun
Concubina del re.
- Gwi-in Jang, interpretata da Lee Hye-eun
Concubina del re.
- Suk-ui Lee, interpretata da Yeon Min-joo
Concubina del re.
- Jeong-nan, interpretata da Lee Seol
Concubina del re.
- Yoon Cho-hee, interpretata da Min Ji-hyun
Concubina del re.
- Principessa Jang, interpretata da Lee Moon-jung
Moglie del gran principe Bongrim.
- Gran principe Inpyeong, interpretato da Ji Eun-sung
Terzogenito del re.
- Principessa Hyomyeong, interpretata da Lee Chae-mi e Lee Young-eun
Figlia di Yam-jeon e Hyeok.
- Yi Jing/Principe Sungseon, interpretato da Song Min-jae e Oh Eun-chan (da bambino)
Figlio di popolani, spacciato per figlio di Yam-jeon e del re.
- Principe Gyeongseon, interpretato da Jeon Jun-hyuk
Primogenito del principe Sohyeon.
- Principe Gyeongwan, interpretato da Jung Min-kyu
Secondogenito del principe Sohyeon.
- Principe Gyeongan, interpretato da Ha Ye-gyum
Terzogenito del principe Sohyeon.
- Yi Yeon
Figlio primogenito del gran principe Bongrim.
- Kim In, interpretato da Woo Hyun e Baek Chang-min (da bambino)
Eunuco, consigliere del re.
- Cameriera Kim, interpretata da Eom Yu-shin
- Yoo-deok, interpretata da Lee Seol-hee
Cameriera della principessa Kang.
- Eon-nyeon, interpretata da Jung Yoo-min
Cameriera di Yam-jeon.
- Ae-hyang, interpretata da Song Min-seo
Cameriera della Suk-ui Lee.
- Na Eop, interpretato da Lee Geon
- Eunuco Yang, interpretato da Oh Ki-baek
- Jo Bang-byeok, interpretato da Bae Jae-joon
- Cameriera Park
- Giovane eunuco, interpretato da Choi Ha-ho

### Politici
- Shim Gi-won, interpretato da Kim Kyu-chul
- Kim Ryu, interpretato da Kim Jong-kyul
- Kim Sang-heon, interpretato da Han In-soo
- Choe Myeong-gil, interpretato da Kim Ha-kyun
- Gu In-hu, interpretato da Jeon Hun-tae
- Jo Gi, interpretato da Lee Doo-sub
Padre di Yam-jeon.
- Park Hwang

### Manciù
- Huang Taiji, interpretato da Nam Kyung-eub
- Dorgon, interpretato da Kim Hyeok
- Ma Fudai, interpretato da Kim San
- Jeong Myeong-su, interpretato da Jo Deok-hyun
- Tatara Ingguldai, interpretato da Ban Sang-yoon

### Altri personaggi
- Han Ok, interpretata da Jung Sun-kyung
Madre di Yam-jeon.
- Lee Hyeong-ik, interpretato da Son Byong-ho
Agopuntore, amante di Ok.
- Seol-jook, interpretata da Seo Yi-sook
Gisaeng complice di Kim Ja-jeom.
- Jang, interpretato da Seo Beom-shik
- Madre di Hyeok, interpretata da Nam Neung-mi
- Seol-hwa, interpretata da Shin Soo-yun
Figlia di Yam-jeon e del re, scambiata con il principe Sungseon.
- Kang Moon-seong, interpretato da Choi Min
Fratello maggiore della principessa Kang.
- Kang Moon-jeong, interpretato da Kim Joo-young
- Fratello della principessa Kang, interpretato da Park Seong-gyoon
- Song Jun-gil, interpretato da Jo Seung-yeon
Zio della principessa Kang.
- Jo Chang-won
Padre della regina.
- Dama Choe, interpretata da Won Jong-rye
Madre della regina.
- Kang Seok-gi
Padre della principessa Kang.
- Dama Shin
Madre della principessa Kang.

## Ascolti
| Episodio | Data trasmissione | Share |
| -------- | ----------------- | ----- |
| 01       | 23 marzo 2013     | 2,5   |
| 02       | 24 marzo 2013     | 2,0   |
| 03       | 30 marzo 2013     | 1,8   |
| 04       | 31 marzo 2013     | 2,1   |
| 05       | 6 aprile 2013     | 2,4   |
| 06       | 7 aprile 2013     | 2,6   |
| 07       | 13 aprile 2013    | 2,1   |
| 08       | 14 aprile 2013    | 2,8   |
| 09       | 20 aprile 2013    | 2,0   |
| 10       | 21 aprile 2013    | 2,8   |
| 11       | 27 aprile 2013    | 1,8   |
| 12       | 28 aprile 2013    | 2,3   |
| 13       | 4 maggio 2013     | 2,1   |
| 14       | 5 maggio 2013     | 2,4   |
| 15       | 11 maggio 2013    | 1,9   |
| 16       | 12 maggio 2013    | 2,5   |
| 17       | 18 maggio 2013    | 1,8   |
| 18       | 19 maggio 2013    | 1,9   |
| 19       | 25 maggio 2013    | 1,7   |
| 20       | 26 maggio 2013    | 2,1   |
| 21       | 1 giugno 2013     | 1,9   |
| 22       | 2 giugno 2013     | 1,8   |
| 23       | 8 giugno 2013     | 2,1   |
| 24       | 9 giugno 2013     | 2,1   |
| 25       | 15 giugno 2013    | 1,6   |
| 26       | 16 giugno 2013    | 2,0   |
| 27       | 22 giugno 2013    | 1,9   |
| 28       | 23 giugno 2013    | 2,0   |
| 29       | 29 giugno 2013    | 1,7   |
| 30       | 30 giugno 2013    | 1,8   |
| 31       | 7 luglio 2013     | 1,8   |
| 32       | 8 luglio 2013     | 2,3   |
| 33       | 13 luglio 2013    | 1,9   |
| 34       | 14 luglio 2013    | 2,4   |
| 35       | 20 luglio 2013    | 2,6   |
| 36       | 21 luglio 2013    | 3,1   |
| 37       | 27 luglio 2013    | 1,9   |
| 38       | 28 luglio 2013    | 2,9   |
| 39       | 3 agosto 2013     | 1,9   |
| 40       | 4 agosto 2013     | 2,1   |
| 41       | 10 agosto 2013    | 1,8   |
| 42       | 11 agosto 2013    | 2,2   |
| 43       | 17 agosto 2013    | 2,0   |
| 44       | 18 agosto 2013    | 2,5   |
| 45       | 24 agosto 2013    | 2,3   |
| 46       | 25 agosto 2013    | 3,1   |
| 47       | 31 agosto 2013    | 2,4   |
| 48       | 1 settembre 2013  | 3,7   |
| 49       | 7 settembre 2013  | 3,0   |
| 50       | 8 settembre 2013  | 4,3   |
| Media    | Media             | 2,2   |

## Colonna sonora
1. Calm Do Not Plan (호접지몽) – Yang Sun-mi
2. Sweet Dream (꿈이어라) – Beige
3. Ford Flower (여울꽃) – Kang Hyun-jung delle Bubble Sisters
4. Flower Shadow (꽃 그림자) – Winter Play